# Antonio Mota
Héctor Antonio Mota Romero (México, D. F., 26 de enero de 1939 − 13 de septiembre de 1986) fue un futbolista mexicano, el cual jugaba en la posición de portero. Destacado por sus grandes atajadas que fueron fundamentales para conseguir el primer y único título de la Liga Mexicana de la Primera División en la era profesional del Club Oro "Los Mulos", en 1962 venciendo en el partido final al Guadalajara "Las Chivas". Por su desempeño jugando en la portería, era conocido como El Piolín.
Defendió la portería del Club Deportivo Oro ya desaparecido y el Club Necaxa durante su carrera. 
Fue portero suplente en la Selección de fútbol de México que participó en la Copa Mundial de Fútbol de 1962 en Chile detrás de Antonio Carbajal "La Tota" y de Jaime Gómez, "El Tubo", y en la Copa Mundial de Fútbol de 1970, en México detrás de Ignacio Calderón y Francisco Castrejón Ramírez. 
Su prematuro retiro fue debido a haber promovido y participado en la creación de un sindicato de futbolistas, que no existe en México, junto a otros miembros como fueron Carlos Albert, Gamaliel Ramírez, que sufrieron las represalias de los dueños de clubes de ese tiempo.

## Participaciones en Copas del Mundo
| Mundial                        | Sede   | Resultado        |
| ------------------------------ | ------ | ---------------- |
| Copa Mundial de Fútbol de 1962 | Chile  | Primera fase     |
| Copa Mundial de Fútbol de 1970 | México | Cuartos de final |

## Palmarés

### Títulos nacionales
| Título               | Equipo | País   | Año     |
| -------------------- | ------ | ------ | ------- |
| Primera División     | Oro    | México | 1962-63 |
| Campeón de Campeones | Oro    | México | 1962-63 |